# 聖艾夫斯 (英國國會選區)
聖艾夫斯（英語：St Ives），英國國會一郡選區，包括英格蘭西南部康沃爾郡西南端和錫利群島。始設於1558年，1832年由應選兩席改為應選一席，1885年由自治市選區改為郡選區。
本區1832至1857年，以及1970至1992年之間支持保守黨，至1966年多支持自由黨，1997年起支持自民黨。2010年大選中自民黨的安德魯·喬治以42.7%選票勝出該區三度連任，至2015年改回支持保守黨。